# Пршемисъл Орач
Пршемисъл Орач (на чешки: Přemysl Oráč) е легендарен чешки княз и пръв законодател на чехите, който се счита за легендарен основател на чешката династия на Пршемисловците, носеща неговото име.
Според историята, разказана от Козма Пражки в неговата Чешка история, когато властта над чешките племена преминала в ръцете на Либуше – легендарна чешка княгиня, известна със своята мъдрост и пророческа дарба, чехите въстанали срещу правото на една жена да съди хората и поискали княгинята да си потърси мъж, който да управлява заедно с нея племето. Либуше изпратила хора да ѝ намерят мъж, като им дала наръки, че ще намерят бъдещия ѝ съпруг да оре нива с два вола, и дори посочила и името му – Пршемисъл. Напътствията на княгинята отвели хората ѝ в селцето Стадице, където, както тя предсказала, те заварили Пршемисъл да оре близка нива с два вола. Хората на Либуше отвели Пршемисъл при нея и двамата се оженили. Така Пршемисъл станал княз, след което формулирал първите чешки закони. Заради факта, че бил намерен от хората на Либуше, докато орял нива, Пршемисъл получил прозвището Орач.
От брака между Пршемисъл с Либуше се родили трима сина – Незамисъл, Радобил и Лидомир, с което според легендата е поставено началото на рода на Пршемисловците.
Историята за Пршемисъл Орач и Либуше има легендарен характер и отразява прехода на чешките племена от матриархална към патриархална родова организация.

- Пршемисл Орач е помолен да бъде княз
 автор: Йозеф Матхаузер
- Либуше посреща Пршемисл Орач,
 автор: Йозеф Матхаузер